# An-Nasir Hasan

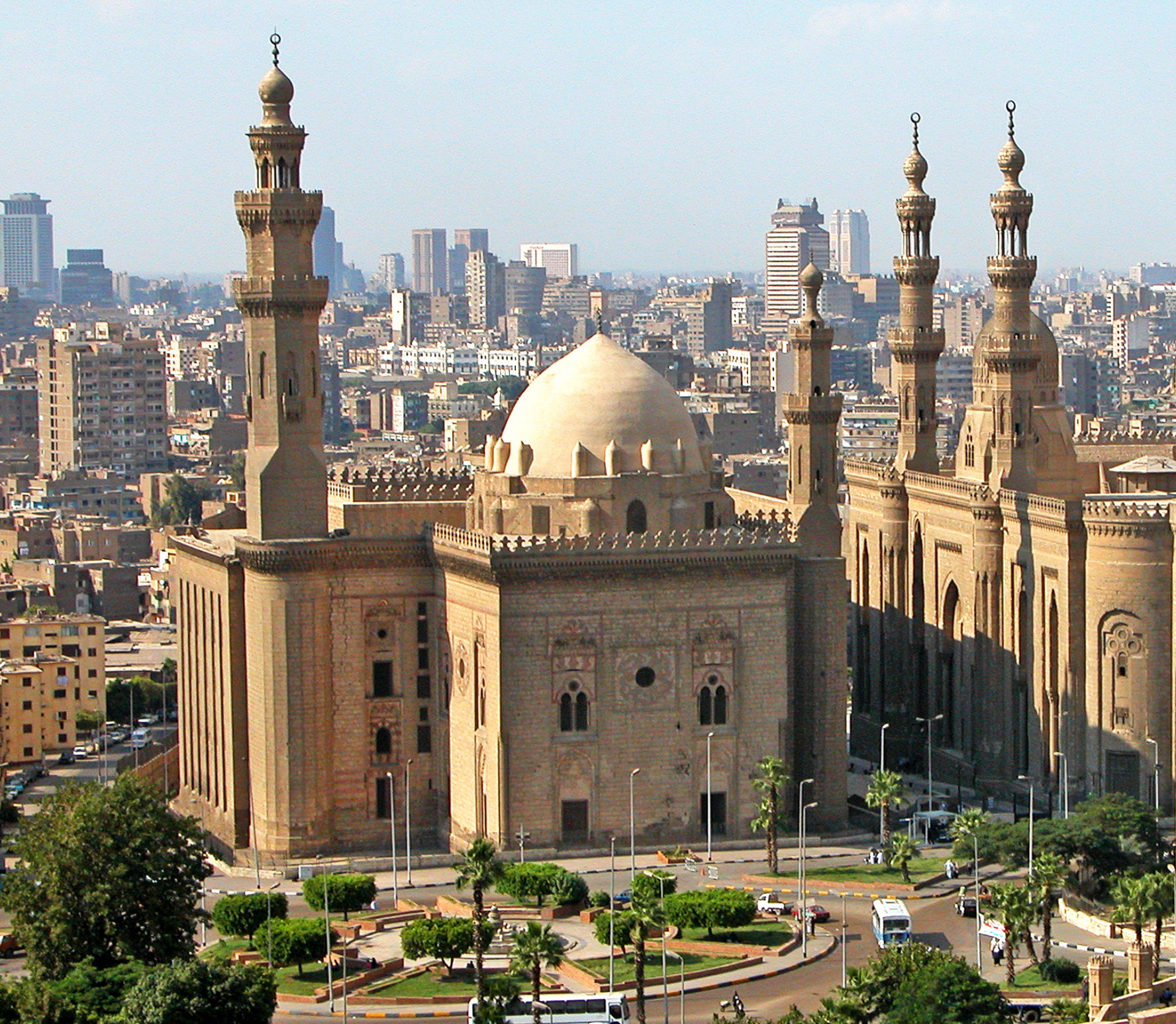
Zespół grobowy sułtana Hasana zawiera meczet na planie krzyża z czterema madrasami, mauzoleum, sierociniec, szpital, zadaszony bazar, cysternę wieżową, łaźnię i kuchnię i jest największym z kompleksów grobowych zbudowanych przez mameluckich sułtanów

An-Nasir Hasan arab. الناصر الحسن (pełne imię: Al-Malik an-Nasir Nasir ad-Din Abu al-Ma’ali Hasan Ibn Muhammad), zm. 17 marca 1361 – sułtan mameluków, panujący od 18 grudnia 1347 do 11 sierpnia 1351 oraz ponownie od października 1354 aż do śmierci.
Był synem An-Nasira Muhammada (1293 - 1294, 1299 - 1309, 1310 - 1341). Po raz pierwszy został powołany na tron w wieku zaledwie jedenastu lat po obaleniu Al-Muzaffara Hadżdżiego (1346 - 1347). Przy małoletnim sułtanie powołano wówczas radę regencyjną złożoną z dziewięciu osób w praktyce jednak państwem rządzili dwaj bracia - Bejbogha Urus i Mandżak al-Jusufi. W grudniu 1350 Bejbogha udał się na pielgrzymkę do Mekki i korzystając z jego nieobecności An-Nasir Hasan zaaresztował Mandżaka. Sułtan nie posiadał jednak wystarczających sił by walczyć z możnymi i 11 sierpnia 1351 został złożony z tronu. Podczas pierwszego panowania Hasana w Egipcie pojawiła się epidemia czarnej śmierci, która miała katastrofalne skutki dla sułtanatu mameluków.
Sułtanem został teraz trzy lata starszy brat Hasana, As-Salih Salih (1351 - 1354), który jednak panował jedynie do 20 października 1354, kiedy to został zdetronizowany. Sułtanat ponownie objął Hasan, który swoje wyniesienie zawdzięczał głównodowodzącemu armią (atabak al-asakir) Sarghitmiszowi oraz wielkiemu emirowi (al-amir al-kabir) Szajchunowi. Ten drugi wkrótce zginął w trakcie kłótni ze swoim mameluckim towarzyszem i w ten sposób Sarghitmisz stał się najważniejszą osobą w sułtanacie mameluków. W sierpniu 1358 zawiązał on spisek mający na celu przejęcie tronu jednak Hasan uprzedził atak i w bitwie na ulicach Kairu zwycięzcami okazali się mamelucy sułtana. Odesłany do Aleksandrii Sarghitmisz miał ostatecznie umrzeć w tamtejszym więzieniu.
Po uwolnieniu się od kurateli mameluckich emirów Hasan zmierzał do umocnienia swojej pozycji obsadzając kluczowe stanowiska swoim mamelukami. Oprócz tego jednak zaczął prowadzić mniej tradycyjną politykę, zmierzającą do ograniczenia wpływów mameluków, przez promowanie na najwyższe stanowiska tzw. synów ludu (aulad an-nasa), czyli wolnych potomków mameluków, co było zjawiskiem bez precedensu. Za jego panowania synowie ludu zostali namiestnikami Damaszku, Aleppo i Safadu, a także zarządcami innych twierdz w Syrii. W rezultacie, jak odnotowuje Ibn Taghribirdi, za rządów Hasana nie doszło do żadnych buntów w Syrii. Ponadto, poza ustaloną liczbą dwudziestu czterech emirów, sułtan ustanowił dziesięciu nowych, o wyższej randze, przy czym ośmiu z nich było synami ludu, a dwóch jego własnymi synami. Przyznał też władzę sądowniczą eunuchom oraz nadał pokaźne majątki ziemskie kobietom. Wszystkie te posunięcia spotykały się z narastającym sprzeciwem odsuwanych coraz bardziej na dalszy plan mameluków, a na czele antysułtańskiej opozycji stanął dawny mameluk i ulubieniec Hasana, emir Jalbugha al-Umari.  Podobnie jak w przypadku Sarghitmisza Hasan próbował uprzedzić bunt, lecz tym razem poniósł porażkę. W starciach jakie wybuchły po próbie aresztowania Jalbughi zwolennicy sułtana zostali pokonani, a on sam ostatecznie ujęty i zamordowany w dniu 17 marca 1361. "Zabójstwo to dokonane przez mameluka na osobie władcy, na którego dworze wychował się, było zbrodnią nie mającą sobie równej w dziejach sułtanatu mameluków".
Hasan był najważniejszym sułtanem spośród ośmiu synów An-Nasira Muhammada, którzy panowali w latach 1340 - 1362, o czym świadczy choćby fakt że w europejskich dokumentach z tego okresu często używa się w stosunku do nich określenia "Hasan i jego bracia". Najważniejszym pomnikiem jego panowania jest dzisiaj monumentalny zespół grobowy, którego budowę rozpoczęto w 1356.